# Diecezja Coatzacoalcos
Diecezja Coatzacoalcos (łac. Dioecesis Coatzacoalsensis) – diecezja Kościoła rzymskokatolickiego w Meksyku, sufragania archidiecezji Jalapa.

## Historia
14 marca 1984 roku papież Jan Paweł II konstytucją apostolską Plane conscii erygował diecezję Coatzacoalcos. Dotychczas wierni z tych terenów należeli do diecezji San Andrés Tuxtla.

## Ordynariusze
- Carlos Talavera Ramírez (1984–2002)
- Rutilo Muñoz Zamora (od 2002)